# Thành Nakagusuku

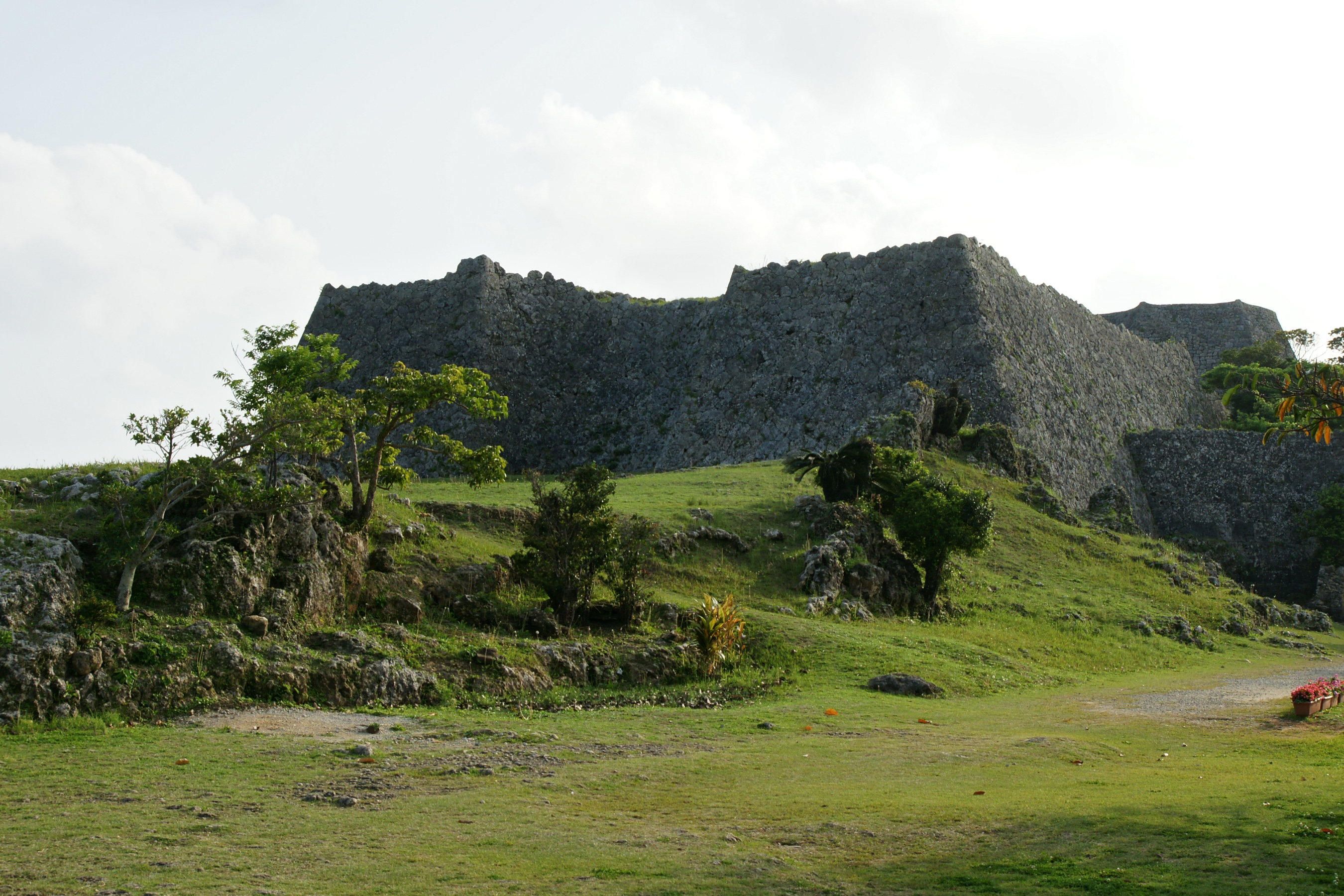
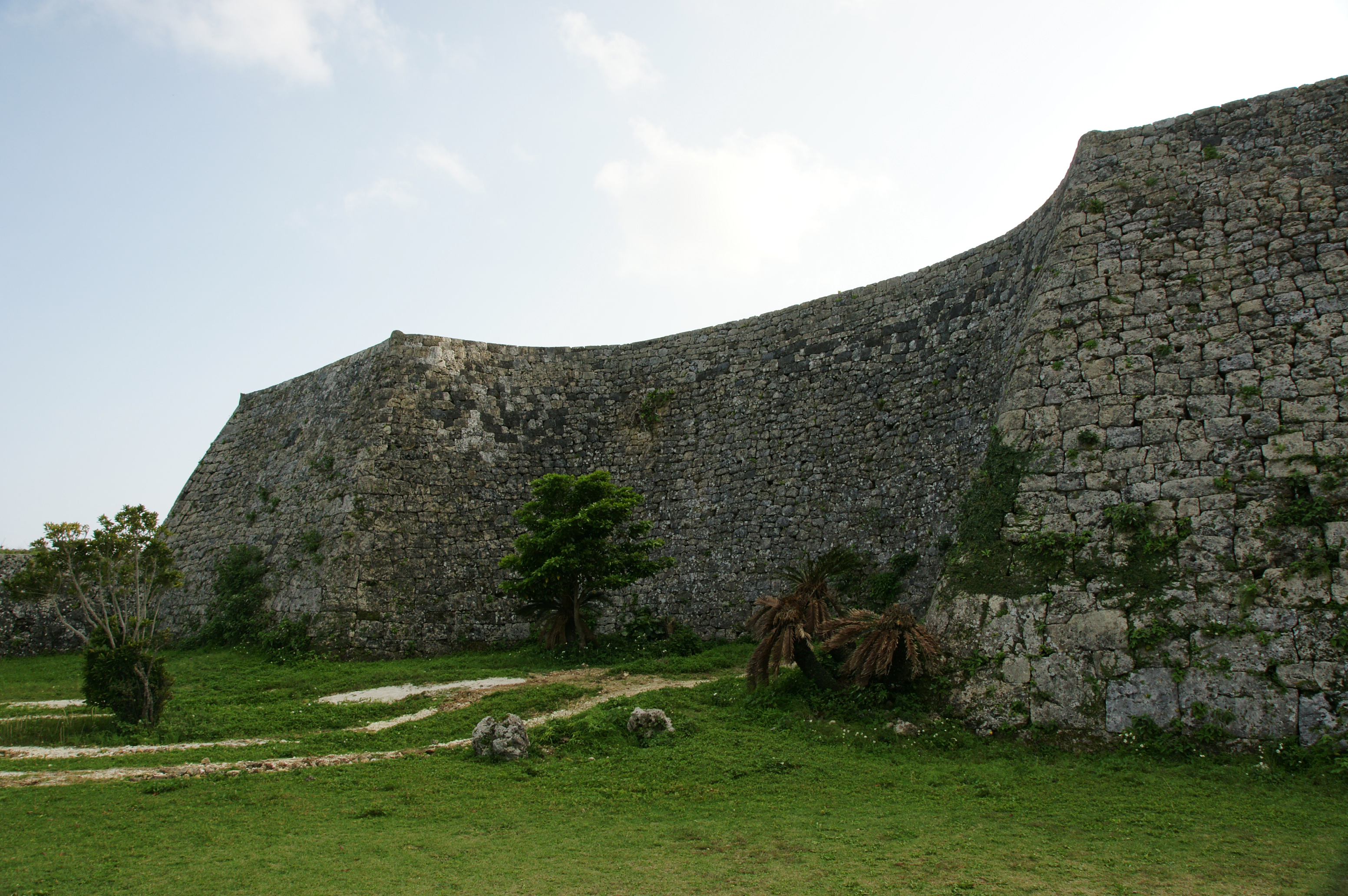
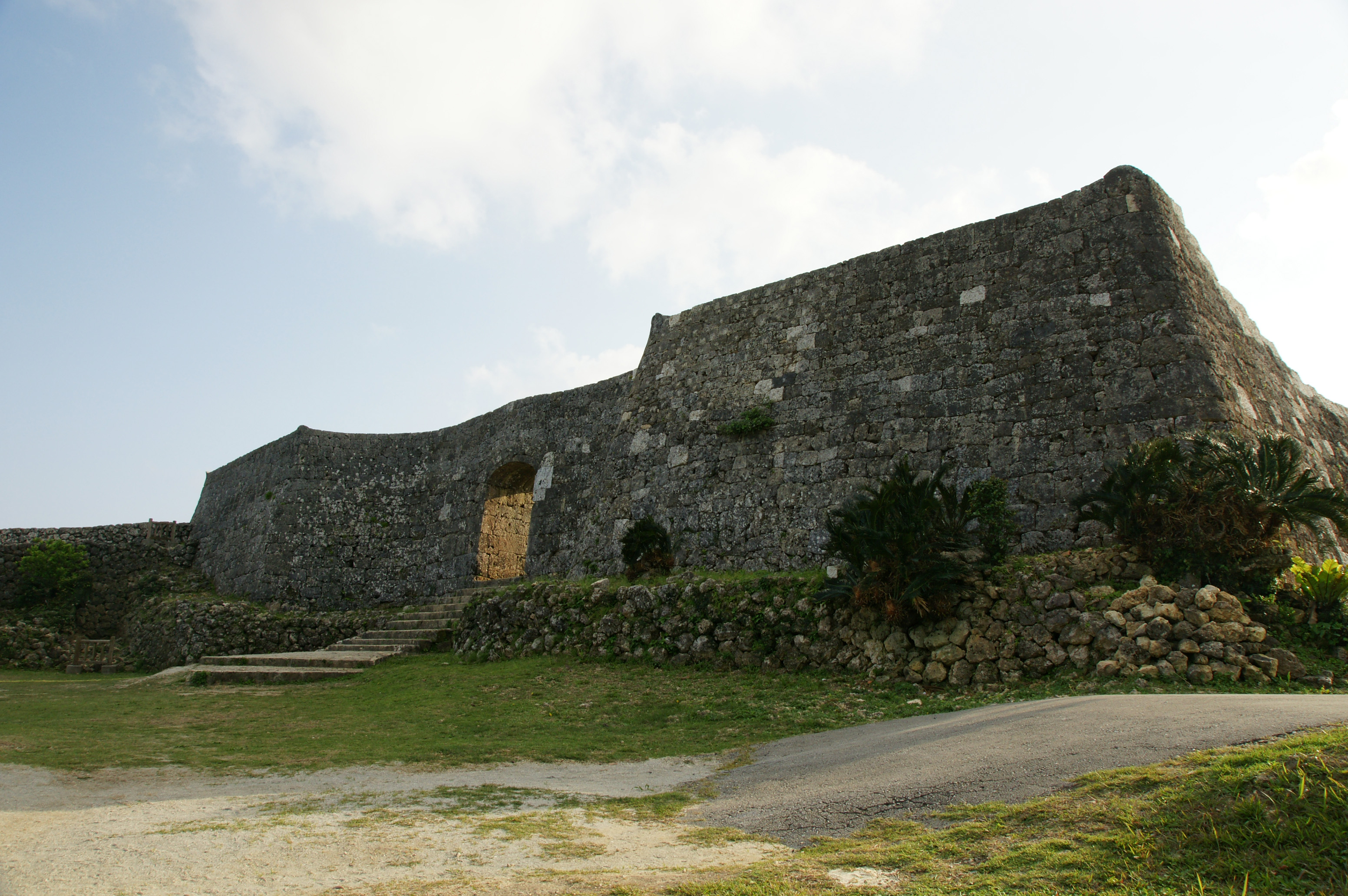
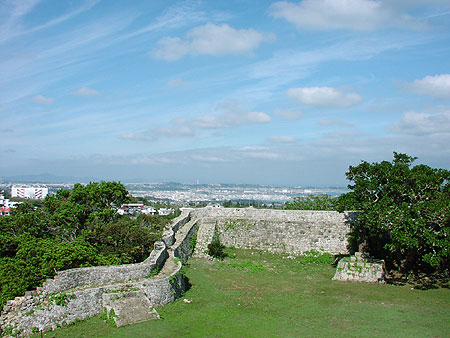

Nakagusuku Castle (中城城 (Trung Thành thành) Nakagusuku-jō) là một gusuku (ngự thành) tại làng Kitanakagusuku, tỉnh Okinawa, Nhật Bản. Thành hiện đang là phế tích. Lãnh chúa Lưu Cầu theo truyền thuyết là Gosamaru, đã xây pháo đài vào đầu thế kỷ 15 để bảo vệ lãnh địa của mình trước cuộc tấn công từ phía đông của án tư (lãnh chúa) Amawari ở thành Katsuren. Sáu sân trong của pháo đài này với các bức tường thành đá xếp chồng lên nhau khiến nó là một ví dụ điển hình cho một gusuku.